# Laura Wilson (Skilangläuferin)
Laura Wilson (* 27. September 1969 in Utica) ist eine ehemalige US-amerikanische Skilangläuferin.

## Werdegang
Wilson lief im Dezember 1991 in Silver Star ihr erstes von insgesamt 16 Weltcupeinzelrennen, das sie auf dem 43. Platz über 5 km klassisch beendete. Im Dezember 1992 holte sie in Davos über 5 km Freistil ihren ersten Sieg im Continental-Cup. Bei den Olympischen Winterspielen 1994 in Lillehammer belegte sie den 49. Platz über 30 km klassisch, den 35. Rang über 15 km Freistil und den zehnten Platz mit der Staffel. Dieser 35. Platz war zugleich ihre beste Platzierung im Weltcupeinzel und wiederholte diese Platzierung im März 1994 in Thunder Bay in der Verfolgung. In der Saison 1995/96 gewann sie sechs und in der Saison 1996/97 drei Rennen im Continental-Cup. Bei den Nordischen Skiweltmeisterschaften 1997 in Trondheim kam sie auf den 55. Platz über 5 km klassisch, auf den 44. Rang über 15 km Freistil und auf den 43. Platz in der Verfolgung. Ihr letztes Weltcupeinzelrennen absolvierte sie im November 1997 in Beitostølen, das sie auf dem 73. Platz über 5 km klassisch beendete. Ihre besten Platzierungen bei den Olympischen Winterspielen 1998 in Nagano waren der 36. Platz über 30 km Freistil und der 15. Rang mit der Staffel.

## Siege bei Continental-Cup-Rennen
| Nr. | Datum             | Ort        | Disziplin       | Serie           |
| --- | ----------------- | ---------- | --------------- | --------------- |
| 1.  | 19. Dezember 1992 | Davos      | 5 km Freistil   | Continental-Cup |
| 2.  | 2. Dezember 1995  | Canmore    | 5 km klassisch  | Continental-Cup |
| 3.  | 3. Dezember 1995  | Canmore    | 10 km Freistil  | Continental-Cup |
| 4.  | 21. März 1996     | Sun Valley | 5 km klassisch  | Continental-Cup |
| 5.  | 28. März 1996     | Sun Valley | 5 km Freistil   | Continental-Cup |
| 6.  | 30. März 1996     | Sun Valley | 5 km Freistil   | Continental-Cup |
| 7.  | 4. April 1996     | Jackson    | 15 km Freistil  | Continental-Cup |
| 8.  | 7. Dezember 1996  | Kimberley  | 10 km Freistil  | Continental-Cup |
| 9.  | 8. Dezember 1996  | Kimberley  | 10 km klassisch | Continental-Cup |
| 10. | 14. Dezember 1996 | Spokane    | 10 km klassisch | Continental-Cup |

## Teilnahmen an Weltmeisterschaften und Olympischen Spielen

### Olympische Spiele
- 1994 Lillehammer: 10. Platz Staffel, 35. Platz 15 km Freistil, 49. Platz 30 km klassisch
- 1998 Nagano: 15. Platz Staffel, 36. Platz 30 km Freistil, 53. Platz 15 km klassisch, 57. Platz 10 km Freistil Verfolgung, 65. Platz 5 km klassisch

### Nordische Skiweltmeisterschaften
- 1997 Trondheim: 43. Platz 10 km Freistil Verfolgung, 44. Platz 15 km Freistil, 55. Platz 5 km klassisch